# Парилия
Парилия или също Палилия (на латински: Parilia, Palilia) е фестивал, овчарски празник в Древен Рим на 21 април на Палатин в чест на Палес, богинята на скотовъдството.